# Лисицина, Валентина Михайловна
Валентина Михайловна Лисицина (1921—1989) — советская лётчица, участница Великой Отечественной войны.

## Биография
Родилась 16 февраля 1921 года в Минске.
Десять классов школы окончила в Москве. Там же в 1939 году с отличием окончила аэроклуб Пролетарского района Москвы. Работала инструктором аэроклуба и 2-й Московской военной авиационной школе пилотов.
Службу в РККА начала 15 мая 1941 года. Участница Великой Отечественной войны с 5 декабря 1941 года. В звании младшего лейтенанта была командиром звена 586-го истребительного авиационного полка ПВО.
К концу февраля 1943 года Лисицына произвела 20 боевых вылетов на истребителе Як-1. С 10 марта 1943 года воевала на Воронежском фронте. К 7 октября 1943 года произвела 62 боевых вылета. С ноября 1943 по март 1944 года защищала объекты Киева и переправы через Днепр. В феврале-марте 1944 года участвовала в Корсунь-Шевченковской операции. В конце войны принимала участие в освобождении Будапешта и Дебрецена.
Всего за время участия в боевых действиях Валентина Лисицина произвела 160 боевых вылетов на истребителях Як-1 и Як-9. Сбила в составе пары один самолёт: 14 июня 1943 года «Юнкерс-88». На конец войны была старшим лейтенантом, заместителем командира полка по воздушно-стрелковой службе.
Из Армии демобилизовалась в ноябре 1945 года. Проживала в Москве, участвовала в работе Советского комитета ветеранов войны.
Умерла в Москве 22 июня 1989 года.
Была награждена орденами Красной Звезды (1943), Славы III степени (1944) и Отечественной войны 1-й степени (1985), а также медалями, в числе которых «За взятие Будапешта».